# روجر كونور
روجر كونور (بالإنجليزية: Roger Connor) هو لاعب كرة قاعدة أمريكي، ولد في 1 يوليو 1857 في واتربوري في الولايات المتحدة، وتوفي بنفس المكان في 4 يناير 1931.

## وصلات خارجية
- روجر كونور على موقع دوري كرة القاعدة الرئيسي (الإنجليزية)
- روجر كونور على موقعبيزبول رفرنس.كوم (الدوري الرئيسي) (الإنجليزية)
- روجر كونور على موقعبيزبول رفرنس.كوم (الدوري الثانوي) (الإنجليزية)
- روجر كونور على موقع إي إس بي إن.كوم (أم.أل.بي) (الإنجليزية)
- روجر كونور على موقع مشجعي الرسوم البيانية (الإنجليزية)
- روجر كونور على موقع قاعة مشاهير كرة القاعدة (الإنجليزية)